# Roberto Andrade
Roberto Francisco Andrade García (Ciudad de México, México, 4 de enero de 1968) es un exfutbolista mexicano que jugaba en la demarcación de mediocampista.

## Carrera deportiva
Tuvo sus inicios en el Potros Neza para después pasar al Club de Fútbol Atlante donde vivió el descenso y el título. Jugó un breve espacio en el Club América y de ahí pasó al Atlético Celaya donde fue pieza importante para que no descendieran en 1999. Su suegro Ricardo Antonio La Volpe lo llevó al Atlas de Guadalajara y de ahí al Potros Zitácuaro de Primera "A".

Regresó a Atlante  hasta que durante 1 año no jugó hasta que regresó con el Club de Fútbol Monterrey aunque sólo disputó un partido en la derrota por 3-1 frente al Deportivo Toluca correspondiente a la jornada 17 del  Clausura 2005 y sería su último partido como profesional.
Fue auxiliar técnico de Miguel Herrera, en Monterrey.

## Trayectoria
| Club            | País   | Año       |
| --------------- | ------ | --------- |
| Potros Neza     | México | 1987-1989 |
| Atlante FC      | México | 1990-1996 |
| América FC      | México | 1996      |
| Atlético Celaya | México | 1997-1999 |
| Atlas           | México | 2000-2001 |
| Zitácuaro       | México | 2001      |
| Atlante FC      | México | 2002-2003 |
| Monterrey       | México | 2005      |

## Estadísticas
| Competencia                | Partidos | Goles |
| -------------------------- | -------- | ----- |
| Primera División de México | 210      | 15    |
| Total                      | 210      | 15    |

## Palmarés

### Campeonatos nacionales
| Título                     | Club    | País   | Año  |
| -------------------------- | ------- | ------ | ---- |
| Primera División de México | Atlante | México | 1993 |